# Adriaen Cornelisz. Beeldemaker
Adriaen Cornelisz. Beeldemaker (Rotterdam, februari 1618 - 's-Gravenhage, februari 1709) was een Nederlands kunstschilder

## Leven en werk
Beeldemaker was een lid van de familie Beeldemaker en vader van de kunstschilders François Beeldemaker en Cornelis Beeldemaker. In 1650 was hij lid van het Sint-Lucasgilde te Leiden. Daarna werkte hij enige tijd in Dordrecht om in 1665 weer in leiden te gaan werken waar hij tussen 1665 en 1675 zijn jaargeld voor hetzelfde Sint-Lucasgilde betaalde. In 1676 vestigde hij zich te 's-Gravenhage waar hij in 1677 burger werd.
Beeldemaker legde zich toe op jacht- en genretaferelen.
- Biografisch Portaal: 33766220
- Digitale Bibliotheek voor de Nederlandse Letteren: beel017
- Gemeinsame Normdatei: 1038677084
- International Standard Name Identifier: 0000 0000 6913 1851
- Nederlandse Thesaurus van Auteursnamen: 069777608
- RKD-Nederlands Instituut voor Kunstgeschiedenis: 5749
- Union List of Artist Names: 500013716
- Virtual International Authority File: 95764833
- WorldCat: E39PBJpjg7kQKWM8MJ69MTgh73